# Mardy Collins
Maurice Rodney Collins, detto Mardy (Filadelfia, 4 agosto 1984), è un ex cestista statunitense.

## Carriera
È stato selezionato dai New York Knicks al primo giro del Draft NBA 2006 (29ª scelta assoluta).

## Statistiche

### College
| Anno      | Squadra     | PG  | PT  | MP   | TC%  | 3P%  | TL%  | RP  | AP  | PRP | SP  | PP   |
| --------- | ----------- | --- | --- | ---- | ---- | ---- | ---- | --- | --- | --- | --- | ---- |
| 2002-2003 | Temple Owls | 34  | 34  | 35,4 | 37,0 | 29,8 | 67,5 | 2,9 | 2,6 | 1,9 | 0,2 | 12,0 |
| 2003-2004 | Temple Owls | 29  | 29  | 39,2 | 37,7 | 29,0 | 59,8 | 4,9 | 2,6 | 1,8 | 0,1 | 15,5 |
| 2004-2005 | Temple Owls | 30  | 29  | 37,6 | 41,6 | 27,6 | 64,4 | 5,9 | 3,6 | 2,8 | 0,4 | 17,5 |
| 2005-2006 | Temple Owls | 32  | 32  | 37,9 | 43,2 | 30,7 | 59,6 | 4,7 | 4,0 | 2,8 | 0,2 | 16,8 |
| Carriera  | Carriera    | 125 | 124 | 37,5 | 39,9 | 29,2 | 62,4 | 4,6 | 3,2 | 2,3 | 0,2 | 15,4 |

### NBA

#### Regular Season
| Anno      | Squadra       | PG  | PT | MP   | TC%  | 3P%  | TL%  | RP  | AP  | PRP | SP  | PP  |
| --------- | ------------- | --- | -- | ---- | ---- | ---- | ---- | --- | --- | --- | --- | --- |
| 2006-2007 | N.Y. Knicks   | 52  | 9  | 14,9 | 38,2 | 27,7 | 58,5 | 2,0 | 1,6 | 0,6 | 0,1 | 4,5 |
| 2007-2008 | N.Y. Knicks   | 46  | 8  | 13,8 | 32,6 | 25,0 | 60,5 | 1,6 | 1,9 | 0,5 | 0,2 | 3,2 |
| 2008-2009 | N.Y. Knicks   | 9   | 0  | 8,3  | 34,8 | 0,0  | 44,4 | 0,9 | 1,1 | 0,2 | 0,0 | 2,2 |
| 2008-2009 | L.A. Clippers | 39  | 14 | 20,9 | 43,3 | 46,4 | 64,9 | 2,5 | 2,6 | 0,7 | 0,3 | 5,9 |
| 2009-2010 | L.A. Clippers | 43  | 0  | 10,9 | 36,7 | 23,5 | 61,9 | 1,2 | 1,0 | 0,5 | 0,0 | 2,6 |
| Carriera  | Carriera      | 189 | 31 | 14,7 | 38   | 29,9 | 59,9 | 1,8 | 1,7 | 0,6 | 0,1 | 3,9 |

### Eurolega
| Anno      | Squadra         | PG | PT | MP   | TC%  | 3P%  | TL%  | RP  | AP  | PRP | SP  | PP   |
| --------- | --------------- | -- | -- | ---- | ---- | ---- | ---- | --- | --- | --- | --- | ---- |
| 2013-2014 | Olympiakos      | 14 | 0  | 8,5  | 32,4 | 33,3 | 75,0 | 1,6 | 1,1 | 0,3 | 0,1 | 2,1  |
| 2014-2015 | Turów Zgorzelec | 8  | 6  | 30,1 | 41,8 | 23,1 | 52,4 | 4,4 | 3,9 | 1,9 | 0,2 | 12,4 |
| 2015-2016 | Strasburgo      | 10 | 6  | 20,7 | 49,2 | 30,8 | 53,3 | 2,1 | 2,5 | 0,5 | 0,1 | 7,6  |
| Carriera  | Carriera        | 32 | 12 | 17,7 | 42,5 | 26,7 | 55,0 | 2,4 | 2,2 | 0,8 | 0,1 | 6,4  |

### Eurocup
| Anno      | Squadra          | PG | PT | MP   | TC%  | 3P%  | TL%  | RP  | AP  | PRP | SP  | PP   |
| --------- | ---------------- | -- | -- | ---- | ---- | ---- | ---- | --- | --- | --- | --- | ---- |
| 2014-2015 | Turów Zgorzelec  | 8  | 8  | 33,6 | 39,5 | 27,3 | 70,8 | 7,1 | 6,2 | 2,2 | 0,2 | 16,2 |
| 2015-2016 | Strasburgo       | 14 | 11 | 29,5 | 46,1 | 30,4 | 66,7 | 4,6 | 4,4 | 1,1 | 0,3 | 13,0 |
| 2016-2017 | Lokomotiv Kuban' | 17 | 13 | 24,5 | 42,8 | 25,6 | 73,8 | 5,5 | 3,6 | 1,1 | 0,2 | 10,8 |
| 2017-2018 | Lokomotiv Kuban' | 22 | 20 | 24,8 | 36,8 | 17,0 | 75,0 | 4,1 | 3,5 | 0,9 | 0,2 | 10,0 |
| Carriera  | Carriera         | 61 | 52 | 26,9 | 40,9 | 25,1 | 72,2 | 5,0 | 4,1 | 1,2 | 0,2 | 11,7 |

## Palmarès

### Squadra
- Leaders Cup: 1

Strasburgo: 2019
- Supercoppa polacca: 1

Turów Zgorzelec: 2014
- Match des Champions: 1

Strasburgo: 2015

### Individuale
- All-Eurocup First Team: 2

Strasburgo: 2015-16
Lokomotiv Kuban: 2016-17